# Corispermum lepidocarpum
Corispermum lepidocarpum là loài thực vật có hoa thuộc họ Dền. Loài này được Grubov mô tả khoa học đầu tiên năm 1961.